# 王平 (相声演员)
王平（1962年6月29日—2013年2月22日），满族，完颜氏，满族名内亘。籍贯辽宁省海城市，生于辽宁省鞍山市。中华人民共和国相声演员。

## 生平
王平自幼学习相声，师承相声演员李伯祥。他在表演中结合了东北相声的粗犷，天津相声的轻松，北京相声的清雅。他和郑健合作表演的相声《如何是好》、《好好说话》、《弄不明白》等，流传较广。
2013年2月22日晚上9點多，突发心脏病逝世。去世前王平曾在微博谈到，因连日劳碌奔波，曾连续高烧不退。有心血管疾病专家张艳对记者表示，感冒或加剧了心脏疾病的病情，导致猝死。